# The Love Thief (film 1916)
The Love Thief è un film muto del 1916 diretto da Richard Stanton.

## Produzione
Il film fu prodotto dalla Fox Film Corporation.

## Distribuzione
Distribuito dalla Fox Film Corporation, il film uscì nelle sale cinematografiche statunitensi il 17 dicembre 1916.